# غار الملح
غار الملح إحدى مدن الجمهورية التونسية، تقع في ولاية بنزرت شمال العاصمة تونس ب 56 كم تقريبا وتتبع اداريا لولاية بنزرت. تطل شرقا على البحر المتوسط، تحميها من الخلف جبال وسهول خصبة وغابات وتقع بين بحيرة كبيرة جدا وهي البحيرة التي يصب بها نهر مجردة أكبر انهر تونس من جهة والبحر من جهة أخرى هي قرية صغيرة تعتمد على الفلاحة والصيد البحري كاهم مصادر العيش هناك

## نبذة تاريخية
تدر الآثار على أن غار الملح كانت معروفة في العهد البوني باسم «ريس ايسمون» أي «رأس أبولون» ثم أطلق عليها الروم اسم روسكمونا، أما في ق 17م فقد اشتهرت بتسمية جديدة هي «بورتوفارينا» أي ميناء فارينا، نسبة إلى المهندس الأجنبي الذي بنى الميناء والحصون هناك.
كان اقتصاد غار الملح رهين قنالها ومينائها فكلما كان القنال عميقا ازدهرت التجارة، فاذا امتلأ بالرواسب تقهقر كلّ شيء.

اتخذها الاتراك ملجأ لسفنهم ومنطلقا للإغارة على سفن الفرنجة والفضل يعود إلى أحدهم في إعادة الاعتبار إلى غار الملح ومينائها في الفترة العربية الإسلامية. فهو مؤسس هذه القرية تأسيسا جديدا، انه أسطا مراد كان ذلك سنة 1048هـ / 1637م. وكان ذلك بجلب جماعة من أندلسيي الهجرة الأخيرة هجرة سنة 1609م. وقد ادركوا فيها بعض الصيادين وبعض المنازل، وربما بعض المشتغلين بإنتاج الملح أو بالأحرى جمعه من أحواض الملاّحة. أمكن لهؤلاءالوافدين ان يعمروا البلدة ويساهموا في ازدهارها ويشاركوا في القرصنة تحت امرة المراديين وفي اطار التنافس على البحر بين الأتراك والاسبان.
أدرك المشير أحمد باي الأوّل قيمة المكان فأمر سنة 1837م بجهر القنال وترميم القلاع الثلاث وبناء ثكنة جديدة على الرّصيف ومخازن للأسلحة والذخيرة لأنه اعتزم جعل غار الملح ميناء حربيّا ومستقرّا آمنا لأسطوله الجديد.
ومع ذلك قرّر تشييد قصرين فاخرين، احدهما داخل القرية وهو له والثاني خارجها وهو لصالح شيبوب، هديّة منه اليه بعد ترقيته إلى رتبة جنرال أو اميرال وأولاه كامل جهة بنزرت.
في ذلك ذلك العهد، من القرن 19م كانت مباني البايات متأثرة بالطّابع الإيطالي رمز النهضة والحداثة. كذلك كان قصر صالح شيبوب وقصر أحمد باي والثكنة والقلعة الجنوبيّة الدّالة على صلة تاريخية بين جنوة وغار الملح. ومرّة أخرى ينفق أحمد باي أموالا مهولة لبناء المنشآت الجديدة وترميم المباني القديمة مستعملا أمهر الحرفيين الإفرنج اغلبهم ممن وقع في الأسر.
وعندما تمت الأشغال ركّز أحمد باي بثكنة غار الملح حامية تعدّ عشرة الاف جندي. ومن ميناء غار الملح أبحر إلى فرنسا في تلك الزيارة التاريخية يوم 5 نوفمبر 1846.